# María Isabel Salvador

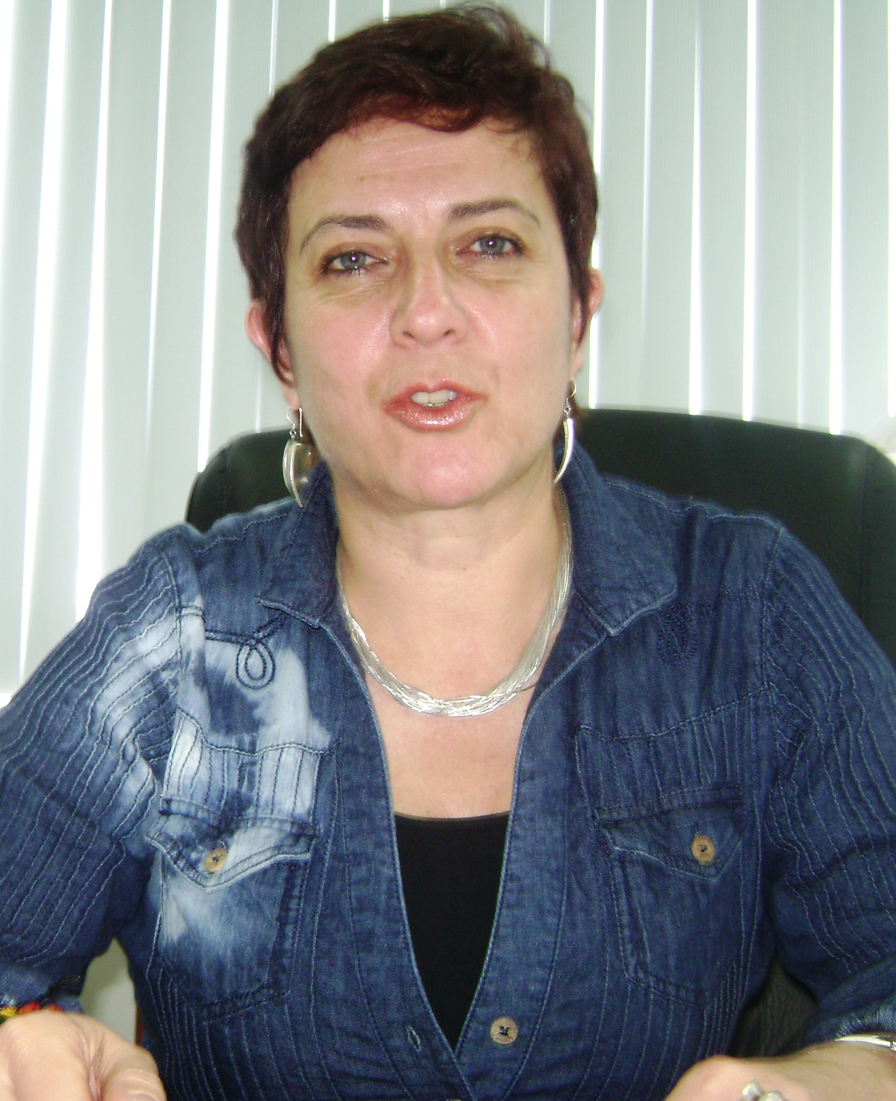
María Isabel Salvador

María Isabel Salvador (sinh ngày 28 tháng 1 năm 1962) là một chính trị gia người Ecuador. Bà là Bộ trưởng Bộ Ngoại giao trong chính phủ của Rafael Correa, kế nhiệm María Fernanda Espinosa vào ngày 7 tháng 12 năm 2007. Bà đã được Fander Falconí kế nhiệm vào ngày 12 tháng 12 năm 2008.
Salvador đã trở thành Đại sứ và Đại diện thường trực của Ecuador cho Tổ chức các quốc gia châu Mỹ kể từ ngày 27 tháng 7 năm 2010  Bà được bầu làm chủ tịch Hội đồng quản trị của Galapagos vào tháng 6 năm 2013. Bà kế nhiệm Thống đốc quần đảo Galapagos, ông Jorge Torres Pallo, người giữ vị trí trong một năm rưỡi.